# لودفيج فون ويستفالين
لودفيج فون ويستفالين هو مسؤول الحكومة الليبرالية، الأرستقراطية البروسية مع التراث الإسكتلندي، وصديقه، ومعلمه، ووالد زوج كارل ماركس ولد في 11 يوليو 1770 وتوفي في 3 مارس 1842.